# Глиникский мост
Гли́никский мост (нем. Glienicker Brücke) — мост в Германии через реку Хафель, соединяющий берлинский район Ванзе в округе Штеглиц-Целендорф и прилегающий город Потсдам. Своим названием мост обязан находившемуся поблизости поместью Клайн-Глинике, от которого в настоящее время остался охотничий дворец Глинике.
По окончании Второй мировой войны и до объединения Германии по середине моста проходила граница между Западным Берлином и ГДР. Мост получил всемирную известность благодаря тому, что по крайней мере четырежды на нём состоялся обмен арестованными шпионами между советскими и американскими спецслужбами. В средствах массовой информации его прозвали «шпионским мостом».
- Первое такое мероприятие состоялось 10 февраля 1962 года, когда Советский Союз выдал Соединенным Штатам сбитого над Свердловском американского лётчика Гэри Пауэрса в обмен на арестованного ФБР Рудольфа Абеля.
- В апреле 1964 года советский агент Конон Молодый был обменян на британского агента Гревилла Винна[4].
- 12 июня 1985 года произошел обмен 25 человек, арестованных в Польше и ГДР, на 4 агентов разведок Польши (Мариан Захарский[англ.]), ГДР и Болгарии, арестованных в США[5].
- 11 февраля 1986 года состоялся обмен диссидента Анатолия (Натана) Щаранского на советского разведчика гражданина Чехословакии Карла Кёхера и его жену Хану, а также советского разведчика Евгения Землякова, польского разведчика Ежи Качмарека и разведчика ГДР Детлефа Шарфенорта, арестованных в ФРГ[6][7][8].

В музее «Вилла Шённинген» представлена экспозиция времён холодной войны, рассказывающая о событиях обмена шпионами.